# گروه بی‌تی‌اس
گروه بی‌تی‌اس (انگلیسی: BTS Group) شرکت خدمات حرفه‌ای سوئدی است، که در سال ۱۹۸۶ تأسیس شد.
گروه بی‌تی‌اس یک شرکت مشاوره استراتژیک است که در سال ۱۹۸۶ تأسیس شد. این شرکت به بخش‌های بانکداری، بیوتکنولوژی و داروسازی، محصولات مصرفی، بیمه، تولید، نفت و گاز، خدمات حرفه‌ای، خرده‌فروشی، فناوری و مخابرات خدمات ارائه می‌دهد.
این شرکت که دفتر مرکزی آن در استکهلم سوئد واقع شده است، بیش از ۶۰۰ کارمند در ۳۴ دفتر جهانی دارد. پایگاه مشتریان این شرکت در ۵۳ کشور جهان گسترده شده است و شامل ۶۰ شرکت از فهرست ۱۰۰ شرکت برتر ایالات متحده و بیش از ۳۰ شرکت از فهرست ۱۰۰ شرکت برتر جهانی می‌شود.